# 経済外的強制
経済外的強制（けいざいがいてききょうせい）とは封建社会においての領主の農民に対する直接的な強制力。
経済外的強制では農民の統治は経済法則や経済システムによって行われるのではなく、強制力によって統治されている。つまり封建社会の仕組みにおいては、農民は領主の領有する土地を分有することで耕作しており、この場合には領主は土地領有権に基づいて農民から封建地代を徴収できるようになり、農民に対して身分的拘束や土地への縛りつけも行えるようになる。
マルクスは、この特徴を資本主義社会の場合と比較することで明らかにした。それは資本主義社会においては労働力とは自身の労働力を売ることで代金と引き換えに労働するわけであり、この時には労働者は自身の労働力売買という商品交換の経済法則によって資本に搾取されていくが、労働者に対する強制そのものは存在していないという事である。